# El castigo (película de 1973)
El castigo (en francés: La Punition) es una película franco-italiana de 1973 dirigida por Pierre-Alain Jolivet.

## Sinopsis
Una prostituta de lujo es castigada por el jefe del burdel por no querer someterse a las exigencias de un cliente, y debe obedecer al más mínimo deseo sádico de sus clientes. Uno de sus torturadores se enamora de Brit, pero se ve obligado a seguir abusando de ella, esperando la oportunidad adecuada para ayudarla a escapar.

## Reparto
- Karin Schubert: Britt.
- Georges Géret: Manuel.
- Amidou:Raymond.
- Claudie Lange: Françoise.
- Marcel Dalio: El libanés (acreditado como Dalio).
- Anne Jolivet: Gloria.
- François Leccia: El sacerdote.
- Jean Lescot: El ingeniero.
- François Maistre: Promotor.
- Jean-Pierre Maurin: Alemán.
- René Camoin
- Jacques Destoop: El abogado.
- Albert Augier: El posadero.
- Jackie Rex
- Raphaële Devins
- Jean-Louis Durher
- Booklie Binkley: El matador.
- Anne-Marie Coffinet: El periodista.
- Henri Déus: Antoni.
- Marc Dolnitz: Hombre con el loro.

## Censura
La junta de censura francesa en ese momento retuvo la película durante casi tres meses debido al cartel de la película que mostraba a la heroína de la historia desnuda.
Según el propio Pierre-Alain Jolivet, los censores se habrían sentido especialmente ofendidos por una escena en la que se ve un plato de cuscús derramándose sobre la bandera francesa, recordando los acontecimientos en Argelia.

## Recepción
El editor de Sleazoid Express Bill Landis es citado como habiendo encontrado a El castigo como «inolvidable», diciendo que «sería difícil hacer una película como esa en los EE. UU.». Russell Campbell en Marked Women: Prostitutes and Prostitution in the Cinema consideró que la película formaba parte de un grupo de películas poco conocidas sobre la prostitución que surgieron tras el lanzamiento de la película de Jean-Luc Godard Vivir su vida.